# Tamara Tysjkevitsj
Tamara Andrejevna Tysjkevitsj (Russisch: Тамара Андреевна Тышкевич) (Vitebsk, 31 maart 1931 – Sint-Petersburg, 27 december 1997) was een in Wit-Rusland geboren atlete, die gespecialiseerd was in het kogelstoten. Bij internationale wedstrijden kwam ze uit voor de Sovjet-Unie. Ze werd olympisch kampioene en nationaal kampioene in deze discipline. 

## Biografie
Tijdens de Tweede Wereldoorlog vluchtte Tysjkevitsj met haar familie naar Leningrad (het latere Sint-Petersburg), waar zij in 1947 de atletieksport oppakte. Vervolgens groeide zij uit tot een van de beste kogelstootsters van de jaren vijftig, al moest zij aanvankelijk haar meerdere erkennen in haar landgenote Galina Zybina.  
In 1952 maakte Tysjkevitsj haar olympische debuut bij de Olympische Spelen van Helsinki. Met haar eerste poging stootte ze 14,42 m, maar kon deze prestatie hierna niet meer verbeteren. Uiteindelijk eindigde ze op een vierde plaats net buiten de medailles. Zybina werd olympisch kampioene en verbeterde al doende het wereldrecord tot 15,28.
Vier jaar later waren de rollen echter omgedraaid en boekte Tysjkevitsj de beste prestatie van haar sportcarrière door op de Olympische Spelen van Melbourne olympisch goud te winnen. Met een verbetering van het olympisch record tot 16,59 versloeg ze titelverdedigster Galina Zybina (zilver; 16,53) en de Duitse Marianne Werner (brons; 15,61).
Tussen 1953 en 1958 behaalde Tysjkevitsj elk jaar een topdrie-klassering bij de Sovjet-Russische kampioenschappen. In 1956 en 1957 werd ze Sovjet-Russisch kampioene voor Galina Zybina. In 1960 won ze een bronzen medaille achter Tamara Press en Zybina.
Bij de Europese kampioenschappen won ze voor de Sovjet-Unie twee medailles. De eerste was een bronzen op de EK van 1954 in Bern en de tweede een zilveren op de EK van 1958 in Stockholm.
In 1962 zette Tysjkevitsj een punt achter haar atletiekloopbaan. Zij studeerde af aan het Institute of Physical Culture en werd atletiektrainer in Leningrad. 

## Titels
- Olympisch kampioene kogelstoten - 1956
- Sovjet-Russisch kampioene kogelstoten - 1956, 1957

## Persoonlijke records
| Onderdeel    | Prestatie | Datum            | Plaats    |
| ------------ | --------- | ---------------- | --------- |
| kogelstoten  | 16,59 m   | 30 november 1956 | Melbourne |
| discuswerpen | 45,36 m   | 1952             |           |

## Palmares

### kogelstoten
- 1952: 4e OS - 14,42 m
- 1953:  World Student Games - 15,16 m
- 1954:  EK - 14,78 m
- 1956:  OS - 16,59 m
- 1957:  World Student Games - 16,14 m
- 1958:  EK - 15,54 m

1948: Micheline Ostermeyer ·
1952: Galina Zybina ·
1956: Tamara Tysjkevitsj ·
1960: Tamara Press ·
1964: Tamara Press ·
1968: Margitta Gummel ·
1972: Nadezjda Tsjizjova ·
1976: Ivanka Hristova ·
1980: Ilona Slupianek ·
1984: Claudia Losch ·
1988: Natalja Lisovskaja ·
1992: Svetlana Kriveljova ·
1996: Astrid Kumbernuss ·
2000: Janina Koroltsjik ·
2004: Yumileidi Cumbá ·
2008: Valerie Vili ·
2012: Valerie Adams ·
2016: Michelle Carter ·
2020: Gong Lijiao ·
2024: Yemisi Ogunleye